# Biblioteca Central del Estado de Hidalgo Ricardo Garibay
La Biblioteca Central del Estado de Hidalgo Ricardo Garibay es una biblioteca ubicada en Pachuca de Soto, Hidalgo en México. Es la biblioteca más importante del estado de Hidalgo. Denominada Ricardo Garibay en homenaje al escritor hidalguense, colaborador en Proceso, Novedades y en Excélsior; y escritor de cuentos, novelas, crónicas, memorias, y teatro.

## Historia
El primer antecedente data del año de 1933, cuando el gobernador de Hidalgo, Ernesto Viveros Pérez crea la Biblioteca Pública del Estado de Hidalgo, en el edificio del Teatro Bartolomé de Medina. En 1951 se acondiciona el exconvento de San Francisco para dar cabida al fondo que reunía un acervo aproximado de cinco mil ejemplares. En los años 1980 se traslada la colección a un edificio del Río de las Avenidas, el recinto bibliotecario se fundó el 7 de junio de 1984 como parte de la Red Estatal de Bibliotecas Públicas.
Desde 1996 ofrece un programa de actividades dirigido a invidentes y débiles visuales del estado. El 18 de mayo de 2007 es inaugurado el edificio que alberga a la biblioteca en el Parque David Ben Gurión, por el gobernador de Hidalgo, Miguel Ángel Osorio Chong, acompañado por la Secretaria de Educación Pública, Josefina Vázquez Mota, y la directora general del Consejo Estatal para la Cultura y las Artes, Lourdes Parga Mateos.

## Edificio
El recinto ocupa una superficie de 4560 m², el edificio de arquitectura modernista, cuenta con dos plantas y esta diseñado para atender simultáneamente hasta 700 usuarios. Se encuentra dividido en nueve salas: la sala de consulta general con estantería abierta; la sala Infantil con recursos para niños; sala multimedia con diversos recursos audiovisuales; la sala Braille para ciegos y débiles visuales; la sala de silentes diseñada la comunidad sorda; sala de publicaciones periódicas, con información actualizada en diferentes campos de investigación; la sala de capacitación electrónica con talleres de computación; sala Fondo Hidalgo, con una diversidad de temáticas sobre el estado o escrita por hidalguenses; y sala de internet.

## Colección
La biblioteca cuenta con un acervo de más de 65 000 volúmenes, cada una de las obras se encuentra en una base de datos que pueden ser rastreadas por catálogo, la ubicación de estos materiales en las salas de lectura es la siguiente:
- Consulta: cuenta con enciclopedias, diccionarios, atlas, anuarios, leyes, etcétera.[7]
- General: en esta colección se encuentran títulos de filosofía, religión, psicología, educación, matemáticas, medicina, ecología, cocina, así como colecciones de literatura, historia, entre otras.[7]
- Infantil: fondo dirigido a los niños, con materiales diseñados e ilustrados, con temáticas de todas las áreas del conocimiento.[7]
- Braille: este acervo escrito en el sistema braille, hay disponibles diccionarios, libros de texto, literatura, en gran formato, audiolibros, etcétera.[7]
- Multimedia: incluye documentales, cine de arte, música clásica, jazz, blues, música regional mexicana y materiales de apoyo para educación y entretenimiento.[7]
- Hemerografía: diarios, periódicos y revistas con tópicos que van desde arqueología, cultura, arte, política, teatro, ciencia, entre otros.
- Fondo Hidalgo: en él se encuentra el conjunto de obras editadas o producidas por hidalguenses o cuya temática corresponda a Hidalgo.[7] En esta colección hay catálogos, anales, informes de la administración pública, obras de literatura, arquitectura, geografía, historia, gastronomía, biografías y otros temas representativos de la entidad.[7]
- Digital: Se trata de un conjunto de textos digitales de carácter histórico, el documento más antiguo data de 1784.[7]
- Acervos Sonoros: conectado directamente al catálogo de archivos sonoros de la Fonoteca Nacional.[7]